# Marcello di Capua
San Marcello è un martire cristiano ucciso a Capua. Non si hanno informazioni sulla sua vita, ma il suo culto come santo è antico e il suo nome compare già nel Martirologio geronimiano. In passato al suo nome era associato quello di Apuleio, creduto erroneamente suo compagno di martirio.

## Storia
Marcello subì il martirio a Capua in quanto cristiano, ma non si hanno notizie attendibili sulla sua vita.
Il suo culto è antico: è commemorato nel Martirologio geronimiano al 6 e al 7 ottobre (il suo dies natalis) e, solo al 7 ottobre, nel calendario marmoreo di Napoli e nel calendario mozarabico; il martire è rappresentato in un mosaico del VI secolo nella basilica di San Prisco.
A partire dal VII secolo, al suo nome viene erroneamente associato quello di Apuleio, che compare nel Sacramentario gelasiano e nel Martirologio di Floro. L'aggiunta del nome di Apuleio va attribuita all'arbitraria interpretazione della parola Apulia che compare in altri latercoli del Martirologio geronimiano al 7 ottobre.
Adone, nel suo Martirologio, segue Floro associando a quello di Marcello il nome di Apuleio e aggiunge al loro elogio informazioni tratte dalla tarda e leggendaria passio dei santi Nereo e Achilleo.
In un manoscritto realizzato a Farfa tra il IX e il X secolo compare la leggenda composta da un autore anonimo che definisce Marcello un cristiano romano esiliato da Tiberio a Capua dove venne messo a morte con il suo servo Apuleio per essersi rifiutato di sacrificare agli idoli; altre versioni della leggenda descrivono Marcello come un centurione cristiano che adoperava le sue ricchezze per liberare i prigionieri di guerra e che fu arrestato a Capua dal prefetto delle milizie Agricolano e ucciso insieme al suo servo Apuleio.
Nel Martirologio del cardinal Baronio Marcello e Apuleio diventano due discepoli di Simon Mago convertiti dall'apostolo Pietro e martiri a Roma sotto il console Aureliano.
Nel Martirologio romano riformato a norma dei decreti di Concilio Vaticano II e promulgato da papa Giovanni Paolo II al 7 ottobre compare l'elogio del solo san Marcello, martire a Capua.